# Ronchi Valsugana
Ronchi Valsugana és un municipi italià dins de la província de Trento. L'any 2010 tenia 424 habitants. Limita amb els municipis de Borgo Valsugana, Roncegno Terme i Torcegno.

## Administració
| Període | Identitat       | Partit        |
| ------- | --------------- | ------------- |
| 2010-   | Giancarlo Colla | Llista cívica |